# Історія Австралії
25°21′00″ пд. ш. 131°14′00″ сх. д. / 25.35° пд. ш. 131.23333333333° сх. д.
Усю історію Австралії можна розділити на два різних, слабко пов'язаних між собою, періоди. Перший — від заселення континенту людьми і до прибуття європейців. Другий, власне історичний, почався з заселення континенту європейцями.

## Історія Австралії до європейців
Австралія була заселена людьми ще в глибоку давнину. Перші люди потрапили на континент 50-60 тисяч років тому з Південно-Східної Азії через Індонезійський архіпелаг. Вони розселилися на більшій частині материка і проникли на острів Тасманія. Генетичні дослідження науковців свідчать про те, що було кілька хвиль міграцій і зв'язок з іншим світом ніколи повністю не переривався. На північно-західному узбережжі фіксується незначна африканська домішка, яку пов'язують уже з часами розвинутого мореплавства (іншим доказом подібного є наявність у тому ж регіоні африканських баобабів, які більше ніде на континенті не ростуть). Австралія не була повністю ізольованим континентом. Однак у цілому корінне населення зберегло антропологічний тип найдавніших поселенців — так званий австралоїдний, що характеризується багатьма архаїчними рисами.
На континенті люди застали дуже своєрідну фауну — різноманітних сумчастих, зокрема гігантських нелітаючих птахів та величезних сухопутних плазунів, таких як велетенська ящірка мегаланія та сухопутний крокодил квінкана. Внаслідок полювання та випалювання (штучні пожежі з подальшим збиранням загиблих тварин) велетенські форми сумчатих та нелітаючих птахів вимерли, а з ними й хижаки — мегаланії та квінкани. Іншим наслідком випалів стало значне розширення пустель. Після винищення основних великих тварин аборигени стали переважно займатися збиральництвом. Саме збиральництво та менше полювання й рибальство були головними заняттями австралійців на момент відкриття континенту європейцями.
Характерною особливістю культури аборигенів був крайній консерватизм матеріальної культури — по суті вона залишилася на тому ж рівні, що й у часи перших поселенців, тобто на рівні пізнього палеоліту. Мало того, з часом культура не лише не розвивалася, але й у разі змін деградувала, спрощувалася — простежувалася примітивізація культур у південному напрямку. Аборигенне населення Тасманії на час прибуття європейців користувалося речами, виготовленими в техніці середнього палеоліту, тобто значно примітивнішими, аніж у їхніх давніх предків.
На момент прибуття європейців загальна чисельність аборигенів становила порядку 250—300 тисяч чоловік.

## Історія Австралії після відкриття європейцями

### Австралія в 1788—1918

#### Колонізація

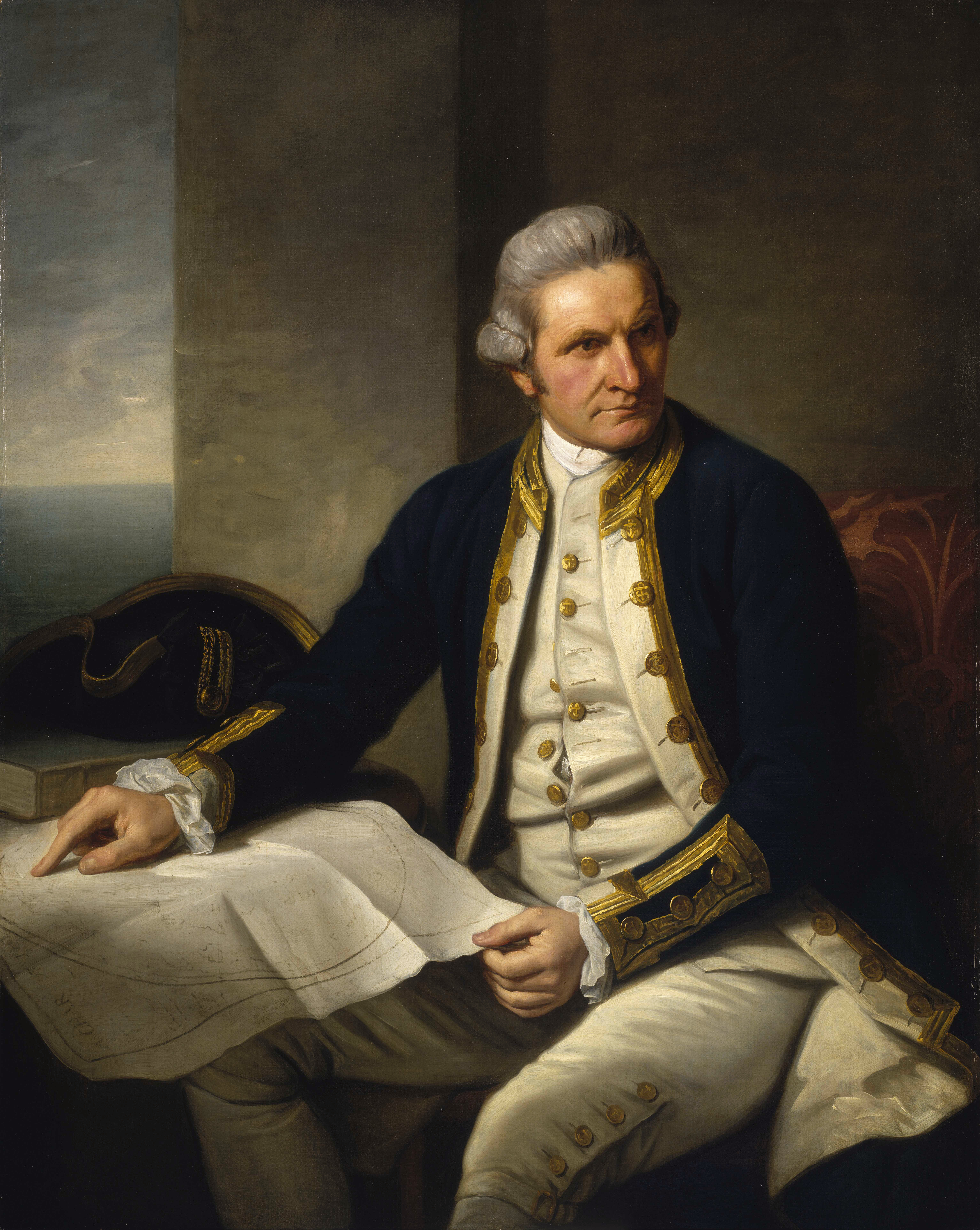
Капітан Джеймс Кук, який першим дослідив східне узбережжя Австралії у 1770 році.

У 1788 році в Австралії було засноване перше британське поселення — майбутнє місто Сідней. Першою британською колонією на території Австралії був Новий Південний Уельс. Спершу так назвали усю Австралію. З часом у міру зростання населення внаслідок притоку іммігрантів з Британії утворювалися нові колонії. В 1825 з Нового Південного Уельсу виділилася Тасманія, що попервах називалася Землею Ван-Дімена. В 1829 році була створена колонія Західна Австралія, а в 1836 — Південна Австралія. В 1851 році була оголошена новою колонією Вікторія, що виділилася з Нового Південного Уельсу. В 1859 році утворилася колонія Квінсленд.
Колонізація континенту британцями супроводжувалася винищенням корінного населення. Залишки аборигенів відтіснялися у внутрішні безплідні землі. На початок 70-х років 19 століття було повністю знищено тасманійців. З кінця 18-го до середини 20-го століть чисельність тубільців скоротилася в 5-6 разів.
Попервах колонізація здійснювалася переважно шляхом створення британьських військово-каторжних поселень. Всього в Австралію до остаточного припинення заслання в 1868 році було зіслано близько 155 тисяч осіб, серед яких було багато політичних злочинців — ірландських повстанців, чартистів та інших.
Спершу поселення розташовувалися вздовж узбережжя. Після відкриття величезних пасовиськ у глибині континенту з 20-их років 19 століття стало швидко розвиватися вівчарство. Окремі приватні особи та вівчарські компанії захоплювали величезні території під пасовиська — це було так зване скваттерство. З 30-х років в Австралії виникають перші промислові підприємства. Розвиток як сільського господарства, так і промисловості потребував значного притоку робочої сили.
У перші десятиліття після 1788 чисельність європейського населення росла повільно і в основному з прибуття засланців. У 1800 році кількість поселенців за виключенням військових становила близько 5 тисяч, у 1810 — 11,6 тисячі, в 1830 — 70 тисяч людей. Британський уряд для заохочення вільної імміграції став використовувати принципи «систематичної колонізації», висунуті британським економістом Е. Г. Уейкфілдом. Теорія колонізації Уейкфілда за визначенням Карла Маркса була розрахована на появу найманих робітників у колоніях. Не дивно, що британці використовували подібну політику саме в Австралії за відсутності придатного для експлуатації тубільного населення та потреби в робочих руках.
Важливим переломним моментом в історії країни стали 50-і роки 19 сторіччя. Наслідком відкриття золотих родовищ у Вікторії стала «золота лихоманка» 1851–1861 та швидкий розвиток економіки австралійських колоній. Почалася масова вільні імміграція. За це десятиріччя населення зросло втроє — з 405 тисяч до 1,2 мільйона людей. До 1900 року населення країни перевищило 3,765 млн.
До середини 50-их років 19 сторіччя австралійські колонії керувалися губернаторами, яких призначав британський уряд. В той самий час Австралія була безправною «білою колонією» Британії.

#### Друга половина 19 століття
У 1854 році на золотих родовищах у Вікторії спалахнуло так зване Еврікське повстання. Мотиви цього руху золотошукачів були схожі на ті, що призвели до Американської революції. Це повстання мало велике значення в історії Австралії, оскільки стало однією з вагомих причин, що прискорили надання колоніям внутрішнього самоуправління. В 1855 отримали самоуправління Новий Південний Уельс, Вікторія, Південна Австралія і Тасманія.
Ще одним наслідком повстання був поштовх до масових робітничих рухів, особливістю яких була дуже висока організованість. Велика частка робітників, в тому числі й сільськогосподарських об'єдналася в профспілки. Наслідком добре організованого робітничого руху було те, що вже в 70-і роки 19 століття, раніше ніж будь-де у світі, робітники домоглися встановлення восьмигодинного робочого дня. В 90-і роки виникла Лейбористська партія.
Масова імміграція призвела в другій половині 19 сторіччя до боротьби переселенців проти скватерів, які захопили найкращі землі. Боротьба переселенців за землю була однією з найважливіших політичних проблем Австралії з другої чверті і до самого кінця 19 століття. Переселенці вимагали прийняття законів, які дали б їм можливість придбати землю та обмежили сваволю скваттерів. Урешті-решт такі закони були прийняті, втім вони були малоефективні через протидію великих землевласників. Тому в 19 сторіччі Австралія залишалася країною переважно великого землевласництва.
Наприкінці 19-го століття була фактично заборонена імміграція в країну людей «неєвропейських рас». Відтоді політика заборони «кольорової» імміграції, так звана політика «білої Австралії» неухильно проводилася усіма урядами країни аж до другої половини 20-го століття. Чи не головними ініціаторами подібної політики були профспілки та представники австралійських кваліфікованих робітників, на думку яких «кольорова» імміграція могла призвести до зниження заробітків австралійських робітників.
У кінці 19 сторіччя поселенці австралійських колоній висунули вимогу про утворення з окремих частин, які користувались автономією, єдиної федерації. Велика Британія підтримала цю ідею, сподіваючись використати її в своїх інтересах у районі Тихого океану. 1 січня 1901 набрав чинності акт британського парламенту про створення Австралійського Союзу. Федерація у складі 6 штатів, колишніх колоній, дістала статус домініону. Був створений федеральний уряд на чолі з генерал-губернатором.
Австралійський Союз стає партнером Великої Британії з експлуатації колоній. 1906 року колонією Австралійського Союзу стала південно-східна частина Нової Гвінеї, так зване Папуа, а після Першої Світової війни Австралійський Союз одержує від Ліги Націй мандат на управління колишньою німецькою колонією на північному сході Нової Гвінеї. Саме з цієї австралійської підмандатної території виросла сучасна держава Папуа Нова Гвінея.

#### Початок XX століття

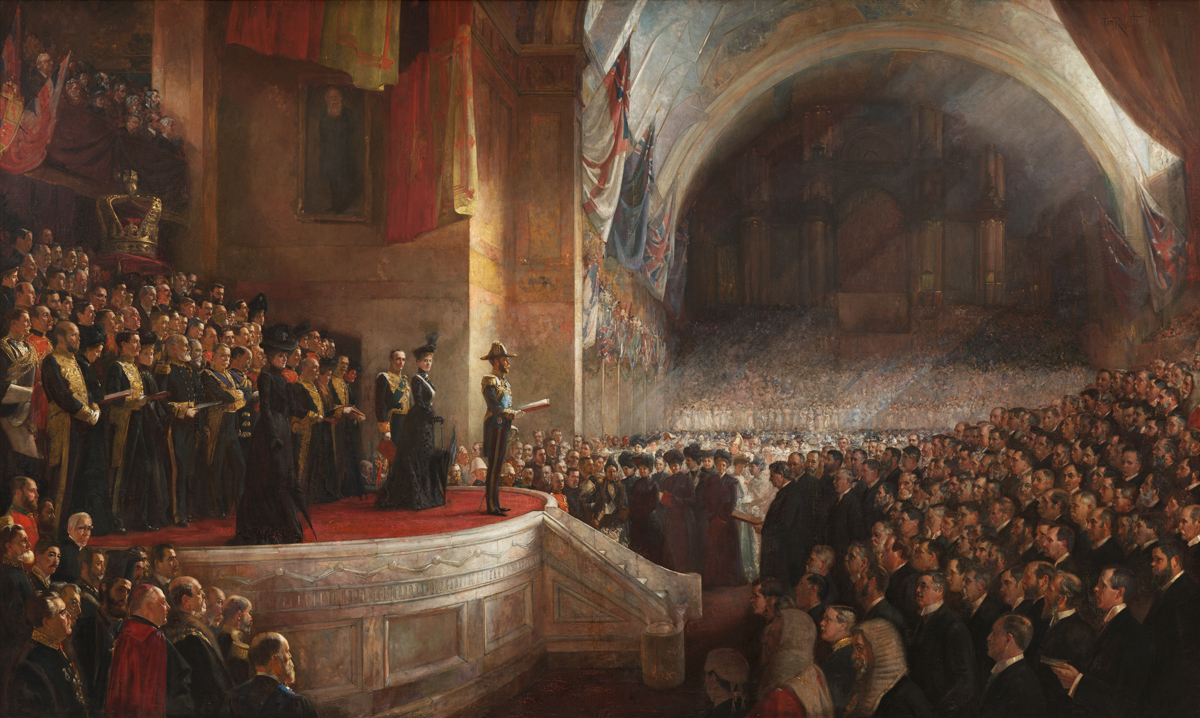
Відкриття парламенту Австралії у 1901 р.

В 1904 році вперше у світі в Австралійському Союзі був сформований лейбористський уряд. Лейбористи були при владі в період до закінчення Першої Світової війни (в 1908—1909, 1910—1913, 1914—1917 роках). У 1916 році Лейбористська партія розкололася, а її праве крило (Національна лейбористська партія) на чолі з прем'єр-міністром Біллі Г'юзом злилося з лібералами і утворило наступного року Націоналістичну партію.

#### Австралія в Першій Світовій війні
Австралійські експедиційні війська діяли в складі британської армії у Франції та на Близькому Сході.

#### Повоєнні роки
Під час Другої світової війни британський уряд прийняв 
Вестмінстерський статут 1931 року, що надав деяким домініонам, включаючи Австралію, законодавчу автономію. У післявоєнній Австралії запанував дух оптимізму й упевненості. Лейбористський уряд на чолі з прем'єр-міністром Беном Чіфлі, що змінив Джона Кертіна після його кончини в червні 1945 р., висунув нові плани економічного розвитку країни. У період 1946—1949 рр. було розроблене законодавство, орієнтоване на підвищення добробуту, розвиток системи охорони здоров'я, турботу про осіб похилого віку, допомогу безробітним і непрацездатним. У 1949 році був створений гідроенергетичний комплекс «Сніжні гори», зрошувати посушливі внутрішні райони Південно-Східної Австралії і виробляти дешеву електроенергію. Важливе значення мала широкомасштабна імміграційна програма, що дозволила заповнити нестачу робочої сили в період післявоєнного економічного буму.
У тому ж 1949 р. стало очевидним, що лейбористський уряд втратив розуміння розстановки сил на міжнародній арені. Внутрішня політика викликала невдоволення широких верств населення. Прагнучи здійснити соціалістичні ідеали лейбористського руху, Чіфлі спробував — дуже невдало — націоналізувати приватні банки. У грудні 1949 р. прем'єр-міністром знову став Роберт Мензіс, який прийшов до влади під час розпаду коаліції Ліберальної партії та Аграрної партії, висунувши виборчу платформу вільного підприємництва і антикомунізму.

## Хронологія Нового часу
- 1605–1606 Перші дослідження Австралії європейцами, експедиція голландця Віллема Янзсона на кораблі «Дейфкен» досліджувала затоку Карпентарія і висадилася на берег на півострові Кейп-Йорк.
- 1642 Голландський мореплавець Абель Тасман відкриває Тасманію, яку назвав Землею Ван-Дімена.
- 1770 Капітан Джеймс Кук оголосив Новий Південний Уельс володінням Королівства Великої Британії.
- 1788 Перший флот під командуванням капітана Артура Філіпа прибуває в Сіднейську бухту, заснування колонії.

19 століття — століття найбільших досліджень: дослідження узбережжя (Джордж Басс, Метью Фліндерс), внутрішніх територій (Чарльз Стерт, Томас Мітчелл, Едвард Джон Ейр, Людвіг Лейхгардт, Роберт Берк і Вільям Джон Віллс, Джон Макдуал Стюарт, Джон Форрест). Також епоха одинаків типу Неда Келлі.
- 1804 в Новому Південному Уельсі побудовано замок Хілл Райзінг.
- 1813 Перетнуто бар'єр Блакитних гір.
- 1825 Тасманія відокремилася від Нового Південного Уельсу.
- 1826 стверджується колонія Західної Австралії.
- 1836 у Південній Австралії створюються поселення як окремі колонії.
- 1840–1868 Припинено перевезення каторжників.
- 1851–1861 Золота лихоманка (Балларат, Бендіго).
- 1851 Вікторія відокремилася від Нового Південного Уельсу.
- 1854 Форт Еврика в Баллараті, Вікторія.
- 1855 Створено уряд Вікторії і Тасманії.
- 1856 Створено уряд Південної Австралії.
- 1859 Квінсленд відокремлюється від Нового Південного Уельсу і створює уряд.
- 1860 Квінслендський уряд подає у відставку.
- 1860 Утворено Національну партію країни.
- 1890 Створено уряд Західної Австралії.
- 1891 Починається економічна криза. Створено Лейбористську партію Австралії.
- 1901 Створено Австралійський союз.
- 1911 Столицею обрано Канберру.
- 1914–1918 Перша світова війна, війська АНЗАК в Європі.
- 1939–1945 Друга світова війна, війська АНЗАК в Греції, на Криті і в північній Африці.
- 1944 Створено Ліберальну партію.
- 1948–1975 Два млн нових іммігрантів, в основному з континентальної Європи.
- 1950–1953 Корейська війна — австралійські війська становлять частину сил ООН.
- 1956 Літні Олімпійські ігри в Мельбурні.
- 1964–1972 В'єтнамська війна — війська Австралійського Союзу воюють на боці США.
- 1966–1974 «Нікелева» лихоманка.
- 1967 Австралія стає членом АСЕАН.
- 1970-ті Після приєднання Великої Британії до спільного ринку Японія стає основним торговим партнером Австралії.
- 1974 Гоф Вітлем скасовує політику «Білої Австралії».
- 1975 Конституційна криза: прем'єр-міністр Вітлам усунутий з посади генерал-губернатором.
- 1978 Північна територія отримала самоврядування.
- 1979 Відкриття уранових рудників на Північній території.
- 1983 Роберт Гоук проводить перший національний економічний самміт для пошуку консенсусу в боротьбі із дедалі зростаючим безробіттям.
- 1986 Акт, що усунув останню юридичну залежність Австралії від Великої Британії (якщо не рахувати «суміщення посад» британської королеви).
- 1988 Святкування двохсотліття європейських поселень, супроводжуване протестом аборигенів.
- 1991 Пол Кітінг замінив Гоука на посаді лідера Лейбористської партії і посаді прем'єр-міністра.
- 1993 Кітінг виграв загальні вибори і підтвердив своє бажання бачити Австралію республікою до 2000 року.
- 1996 Джон Говард став прем'єр-міністром.
- 1999 на референдумі не була підтримана ідея переходу від конституційної монархії до республіки.
- 2000 Літні Олімпійські ігри в Сіднеї.
- 2007 Кевін Радд став прем'єр-міністром.
- 2010 Джулія Гіллард обіймає посаду прем'єр-міністра.
- 2013 Тоні Ебботт, лідер Ліберальної партії, став прем'єр-міністром.
- 2015 Малкольм Тернбулл замінив Еббота на посаді лідера Ліберальної партії і посаді прем'єр-міністра.